# Чемпіонат світу з хокею із шайбою (дивізіон IV)
Чемпіонат світу з хокею із шайбою (дивізіон IV) — щорічне змагання, яке організовується Міжнародною Федерацією хокею із шайбою з 2020 року. П'ятий ешелон чемпіонату світу з хокею із шайбою.
Два роки поспіль з 2020 по 2021 роки, турніри не проводили через пандемію COVID-19.

## Структура
Чемпіон дивізіону підвищується до Групи В (дивізіону III). Шість збірних грають між собою в одне коло та виявляють переможця. Через пандемію COVID-19 турніри 2020 та 2021 років скасовані.

## Учасники
Список учасників 2025 року:
| Збірна     | Результати 2024 року                                 |
| ---------- | ---------------------------------------------------- |
| Іран       | 6-е місце у Дивізіоні ІІІ B.                         |
| Кувейт     | 2-е місце у Дивізіоні IV.                            |
| Індонезія  | 3-є місце у Дивізіоні IV.                            |
| Малайзія   | 4-е місце у Дивізіоні IV.                            |
| Вірменія   | Господар, перша участь у чемпіонаті після 2010 року. |
| Узбекистан | Дебютант.                                            |

## Результати четвертого дивізіону
| Рік  | Чемпіон та підвищення до Дивізіону III B |
| ---- | ---------------------------------------- |
| 2020 | Скасовано через пандемію COVID-19.       |
| 2021 | Скасовано через пандемію COVID-19.       |
| 2022 | Киргизстан, Іран, Сінгапур, Малайзія     |
| 2023 | Філіппіни                                |
| 2024 | Монголія                                 |
| 2025 | Узбекистан                               |